# Bareina
Bareina, (in Arabo: برينة), è una città della Mauritania nella Regione di Trarza.
Bareina è posta a sud di Boutilimit, in prossimità del fiume Senegal, e dunque del confine con il Senegal.